# Дуринов, Алексей Алексеевич
Алексе́й Алексе́евич Ду́ринов (2 (15) января 1909, улус Тараса Боханский уезд, Иркутская губерния, Российская империя — 1992, Улан-Удэ, Бурятия, Российская Федерация) — советский бурятский учёный, кандидат педагогических наук, доцент, директор Бурятского государственного педагогического института (1939—1945).

## Биография
Родился 2 января (15 января) 1909 года в улусе Тараса Боханский уезд, Иркутская губерния, Российская империя.
В 1927 году поступил в Бурятский педагогический техникум имени В. И. Ленина, после окончания которого получает распределение в Селенгинский аймак Бурят-Монгольской АССР.
Летом 1932 года направлен на учёбу в Москву, где оканчивает педагогический факультет Педагогического института имени А. Бубнова, затем поступает в аспирантуру Центрального научно-исследовательского педагогического института национальностей при Народном комиссариате просвещения РСФСР.
В сентябре 1937 года начинает преподавать на кафедре педагогики Бурят-Монгольского педагогического института, одновременно работал заместителем директора института по учебной и научной работе. Также был директором областного научно-методического кабинета Народного комиссариата просвещения Бурят-Монгольской АССР.
В июле 1938 года назначен заместителем наркома, а затем исполняющим обязанности наркома просвещения БМАССР. В марте 1939 года был освобожден от занимаемой должности в связи с переводом на другую работу. 25 марта 1939 года Дуринов становится директором Бурят-Монгольского педагогического института, трудился на этом посту до августа 1945 года.
Возглавив вуз, в 1939 году возобновил строительство нового учебного корпуса, которое было завершено в сентябре 1942 года, что позволило увеличить количество кабинетов и лабораторий. В новом корпусе разместились 4 лаборатории и 12 учебных кабинетов, 12 аудиторий, фундаментальная библиотека.
В 1939 году был избран депутатом Улан-Удэнского городского Совета депутатов трудящихся. В 1940 году стал членом ВКП(б).
20 февраля 1941 года в Московском педагогическом институте имени К. Либкнехта защитил диссертацию на соискание ученой степени кандидата педагогических наук. В июне 1942 года утверждён в учёном звании доцента, тем самым став первым руководителем Бурятского педагогического института, получившим учёную степень.
8 августа 1945 года постановлением бюро Бурят-Монгольского обкома ВКП(б) был освобожден от обязанностей директора института. С 1945 по 1946 год преподавал в Бурят-Монгольском институте усовершенствования учителей.
1 сентября 1946 года принят на работу по конкурсу в Кабардино-Балкарском государственный педагогический институт, здесь преподавал до 15 августа 1953 года.
19 августа 1953 года был назначен заведующим кафедрой педагогики Бурят-Монгольского педагогического института в порядке перевода из Кабардино-Балкарии. В родном институте работал до 1970 года.
Среди его учеников немало заслуженных учителей школ РСФСР, Кабардинской и Бурятской АССР. Написал более 60 научных работ по педагогике и методике.
За заслуги в области народного и высшего образования награждён Орденом «Знак Почёта», медалями «За трудовую доблесть», «За доблестный труд в Великой Отечественной войне 1941—1945 гг.», «Тридцать лет Победы в Великой Отечественной войне», нагрудным знаком «Отличник народного просвещения РСФСР».
Алексей Алексеевич Дуринов удостоен почётных званий «Заслуженный учитель школы РСФСР» и «Заслуженный учитель школы Бурятской АССР».
Скончался в 1992 году в Улан-Удэ.